# Зубен Ельгенубі
Зубен Ельгенубі, також Кіффа Австраліс (α Терезів, α Lib) — кратна система в сузір'ї Терезів. 
Походження назв:
- Зубен Ельгенубі від араб. الزبن الجنوبي (al-zuban al-janūbiyy) що означає «південна клешня»[13], оскільки сузір'я Терезів вважалося «клешнями» Скорпіона (відповідно північна клешня — β Терезів)[14];
- Кіффа Австраліс (Kiffa Australis) від латинського «південна чаша» (Терезів).

Зубен Ельгенубі — друга за яскравістю зоря сузір'я Терезів. Уже в бінокль добре видно, що головна гаряча блакитна зоря 2,75m на великій відстані (5 мінут дуги) має жовтуватий супутник 5,15m зоряної величини. Обидві зорі мають подібні власні рухи, але величезна відстань між компонентами змушує все ж сумніватися у фізичному зв'язку цих зір.
Компоненти системи розташовані один від одного на відстані принаймні 5500 а. о., що майже в 140 разів більше, ніж відстань від Сонця до Плутона, (можливо дистанція ще більша, тому що точна відстань не відома). Період обертання, якщо вони гравітаційно пов'язані, становить понад 200 000 років. Від α2, α1 була б видимою як яскрава зоря зоряної величини −10m, тобто у 100 разів яскравіша, ніж Венера в нашому небі. Від α1, α2 була б в 10 разів яскравішою і світила б як повний Місяць.
Яскравіша α2 сама є подвійною зорею. Одна із зір на 45 % яскравіша, ніж інша. Вони відокремлені одна від одної менш, ніж на соту частину кутової секунди, що становить лише кілька десятих астрономічної одиниці, і порівнянне з відстанню між Сонцем та Меркурієм. Навіть від α1 вони були б нерозрізненні людським оком. Є деякі свідчення, що ця потрійна система належить до рухомої групи зір Кастора, до якої також належать Кастор, Вега і Фомальгаут.
Зубен Ельгенубі розташована близько до екліптики, тому може покриватися Місяцем, і дуже рідко — планетами. Найближче планетне покриття Меркурієм відбудеться 10 листопада 2052 року. Обидва компоненти затьмарюються Сонцем приблизно від 7—9 листопада.